# Кушугум
Кушугум (укр. Кушугум) — посёлок городского типа в Запорожском районе Запорожской области Украины.
Расположен на берегу Днепра южнее города Запорожье. Через посёлок протекает река Кушугум, впадающая в Днепр. Посёлок находится рядом с плавнями.
Посёлок Кушугум граничит с ближним посёлком городского типа Балабино с севера и посёлком городского типа Малокатериновка с юга. 

## История
Селение основано в 1770 году как казачья слобода Кушугумовка (по названию реки Кушугум, протекавшей здесь до создания Каховского водохранилища; название реки, в свою очередь, происходит от тюркского Кучук-Кум, что означает «мелкий песок»).
В ходе русско-турецкой войны 1768 - 1774 гг. в нескольких километрах севернее началось строительство Александровской крепости, согласно Кючук-Кайнарджийскому договору 1774 года эти земли вошли в состав Российской империи.
В 1780 году селение получило название Большая Екатериновка, в начале XIX века вошло в состав Александровского уезда Екатеринославской губернии.
В ходе революции 1905—1907 гг. в декабре 1905 года в селе имело место выступление крестьян.
В 1920 году село было переименовано в Кушугум.
Во время Великой Отечественной войны в 1941—1943 селение находилось под немецкой оккупацией. 14 октября 1943 года подразделения 5-й гвардейской мотострелковой бригады освободили поселок.
По состоянию на начало 1970 года численность населения составляла 8,7 тыс. человек, здесь находились центральные усадьбы совхоза «Кушугумский» (5,2 тыс. га сельхозугодий) и рыбколхоза, действовали известковый завод, средняя политехническая школа, школа рабочей молодёжи, больница, три библиотеки,хлебозавод, кинотеатр и клуб.
В апреле 1995 года находившийся здесь военный городок № 77 был передан на баланс Запорожской области.
В мае 1995 года Кабинет министров Украины принял решение о приватизации находившегося здесь комбината строительных материалов, в июле 1995 года было утверждено решение о приватизации совхоза "Кушугумский".

## Население
В январе 1989 года численность населения составляла 8758 человек.
По состоянию на 1 января 2013 года численность населения составляла 8258 человек.

### Языковой состав
По данным переписи 2001 года 84,50 % населения посёлка указали украинский язык родным, 15,22 % — русский, 0,28 % — другие языки.

## Местное самоуправление
Орган местного самоуправления — Кушугумский поселковый совет. Состоит из 30 депутатов.
Адрес поссовета: 70450, пгт Кушугум, ул. Тельмана, 23

### Политика
До 2010 года посёлок возглавляла Тамара Петровна Горохова.
31 октября 2010 года на Украине проводились выборы в местные органы власти. На должность Кушугумского поселкового головы претендовали четыре кандидата: два от партий (от «Партии регионов» и от партии «Реформы и порядок») и два самовыдвиженца. Была избрана Галина Загребельная, самовыдвиженец.

## Экономика

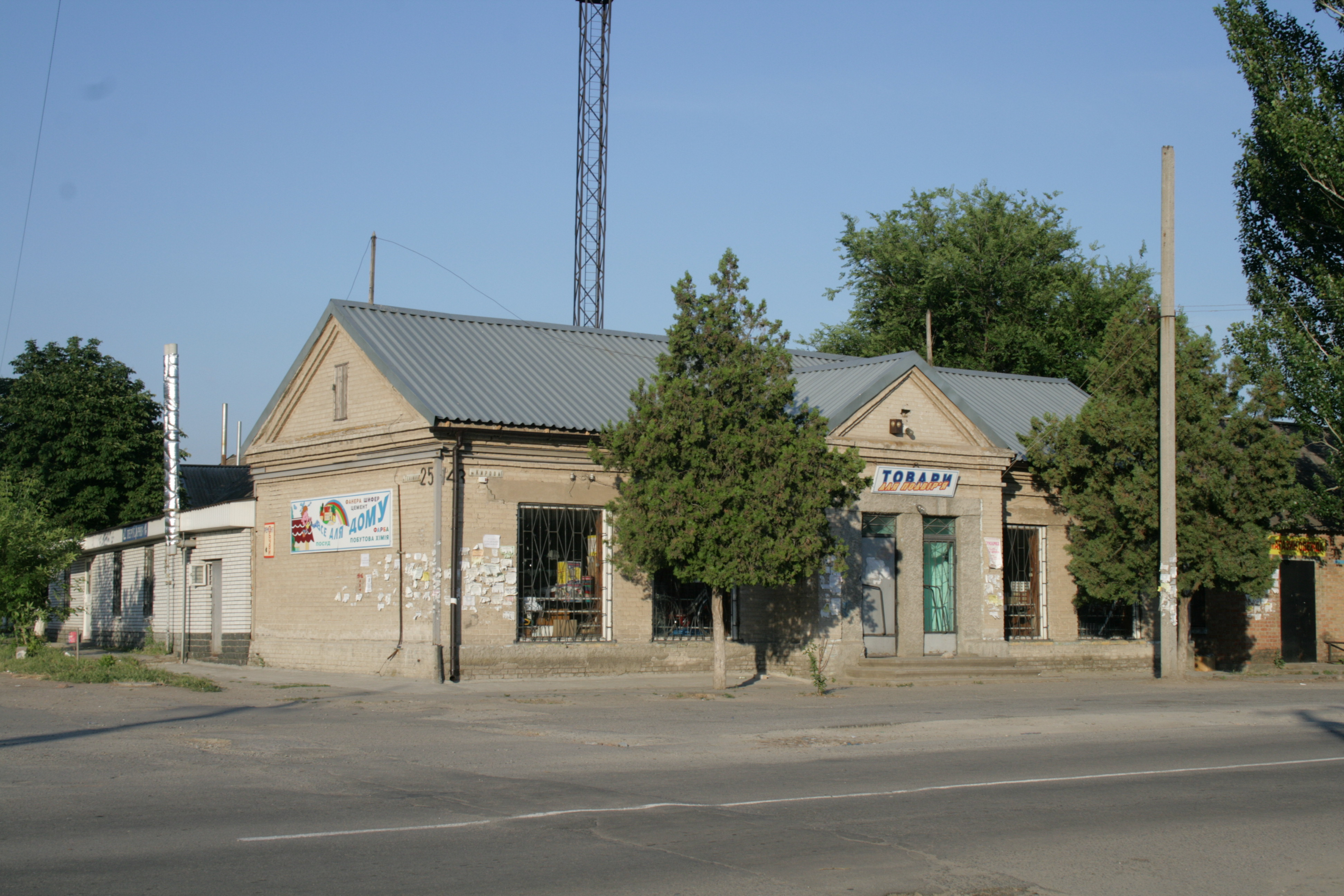
Магазин на пересечении улиц Тельмана и Кирова

Промышленные предприятия посёлка: Агротехнология, ПрАО «Индустрия». Архивировано из оригинала 7 октября 2013 года., мебельная фабрика ООО «ПТФ РИЦ», частное предприятие «Диабаз» (цех по обработке камня).
Сферу услуг в посёлке представляют компьютерный уголок, кафе «Людмила», кафе «Славутич», парикмахерские.
В посёлке работает несколько магазинов, в том числе магазин розничной торговли сети "Апельмон", магазин розничной торговли "АюДаг", хозяйственные магазины, магазин бытовой химии и т.д.

## Транспорт
Восточнее посёлка проходит М-18 автодорога М-18; западнее, по берегу Днепра, — железная дорога Запорожского отделения Приднепровской железной дороги. Железнодорожные пути уже не работают.
Через посёлок проходит маршрут пригородных автобусов № 201: Запорожье (ж/д вокзал «Запорожье-1» — Привокзальная площадь) — Балабино — Кушугум — Осетровка и № 202:Запорожье (ж/д вокзал «Запорожье-1» — Привокзальная площадь) — Балабино — Кушугум — Осетровка — Малоекатериновка.  # 384 Кушугум ост.Образцовая- Балабино-Запорожье-1-Автовокзал- ж/д вокзал Запорожье2. Ночью движения нет!

## Жилищно-коммунальное хозяйство
Обеспечение электроэнергией осуществляет ОАО «Запорожьеоблэнерго», водоснабжение Кушугума — запорожское коммунальное предприятие «Горводоканал»(обеспечивающее технической водой), газоснабжение и газификацию посёлка осуществляет ОАО «Запорожгаз».

## Здравоохранение
Кушугумская городская поликлиника. Но большинство врачей находится на о.Хортица, поэтому жителям п.г.т. Кушугум нужно ехать к ним через весь город, на другую сторону Днепра. Работают две аптеки.

## Образование
- Кушугумская гимназия «Интеллект». Построена в 1952 году. К 2009 году находилась в аварийном состоянии[11], в 2011 году была проведена комплексная реконструкция здания[12].
- Детский сад.

## Культура
\\\Библиотеки не работают

## Спорт
В посёлке действует стадион. Футбольный клуб «Колос».

## Экология

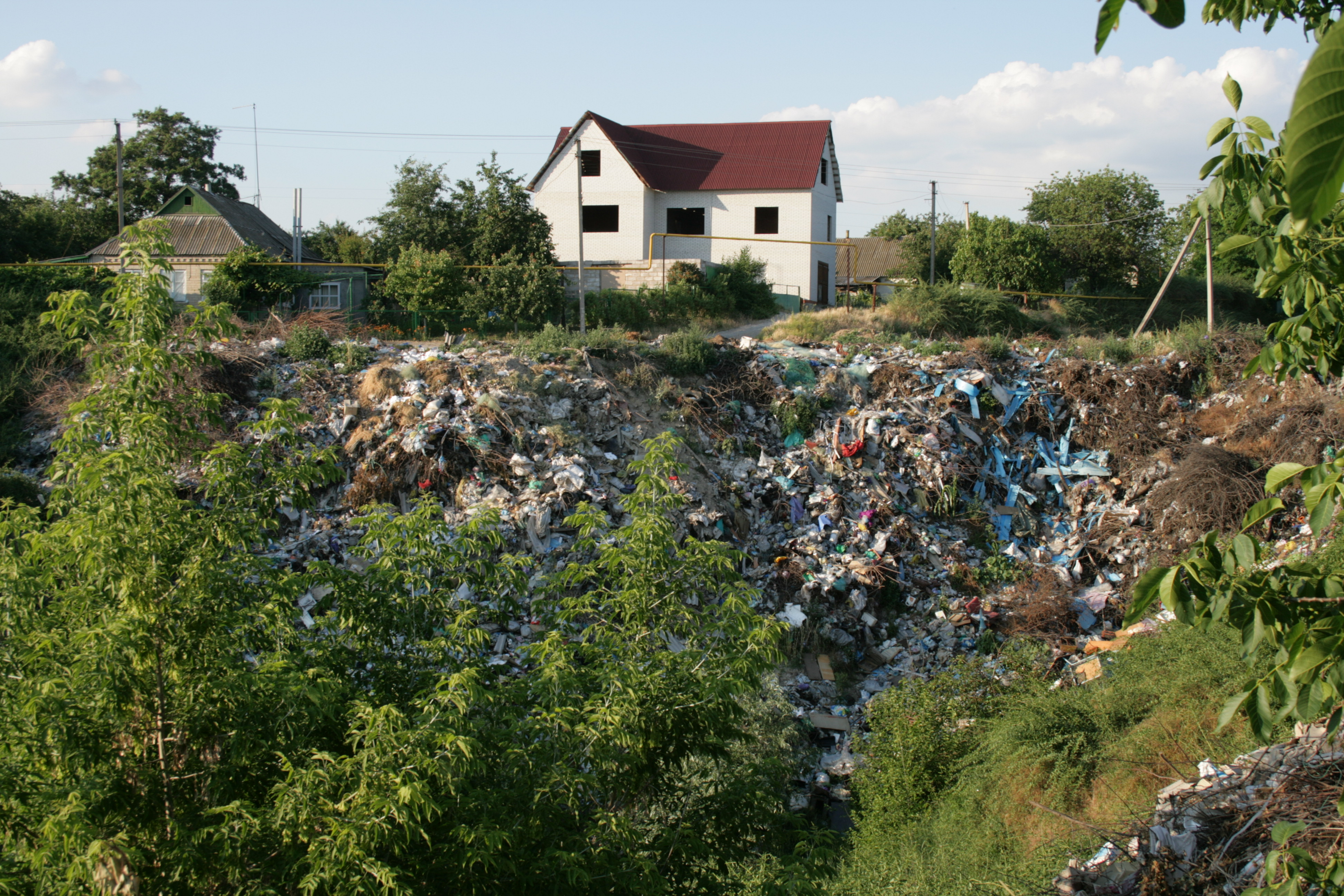
Несанкционированная свалка

За санитарной ситуацией в Кушугуме следит как Запорожская районная санитарно-эпидемиологическая станция, так и Запорожская областная санитарно-эпидемиологическая станция. В посёлке имеют место несанкционированные накопления мусора.

## Связь

### Телефонная связь
Фиксированную телефонную связь в посёлке предоставляет частная компания Укртелеком. Которая обеспечивает не более 20% абонентов. Остальные ожидают восстановления линии после воровства проводов.

### Почта
Отделение почты Запорожской дирекции госпредприятия Укрпочта (Укр. УкрПошта). Есть отделение Новой почты (укр. Нова пошта). 

### Интернет
ADSL интернет «ОГО» от компании Укртелеком, интернет-провайдеры «Мегалан», «Линет», «Дианет» и «СичИнфоКом». 

## Общество

### Известные уроженцы
- Бабков, Василий Петрович — Герой Советского Союза (1942), генерал-полковник авиации (1973).
- Кравец, Людмила Степановна — участник Великой Отечественной войны, санитарный инструктор 63-го гвардейского стрелкового полка 23-й гвардейской стрелковой дивизии (3-я ударная армия, 1-й Белорусский фронт), Герой Советского Союза (31.05.1945), гвардии старший сержант запаса[2].

### Религия
4 июля 2007 года в Кушугуме архиепископ Запорожский и Мелитопольский Василий Украинской православной церкви (московского патриархата) совершил освящение закладного камня в основание запланированного к постройке храма в честь святой великомученицы Екатерины. К 2010 году построена трапезная и маленькая часовня.

### Кладбище
Кладбище, которое находится в поселке, открыто для захоронений. Его обслуживает СКП «Вечность» Кушугумского поселкового совета.
Есть ещё кладбище, именуемое Кушугумским. Оно находится не в поселке, а возле трассы Харьков-Симферополь. Назвали кладбище Кушугумским, так как оно находится напротив указателя на поворот в Кушугум. Кладбище Кушугумское обслуживает КП «Ритуальна служба» Запорожского района.